# 카를 비트겐슈타인

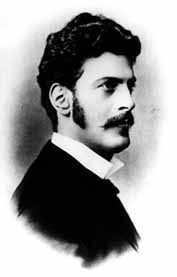
카를 비트겐슈타인

카를 비트겐슈타인(독일어: Karl Wittgenstein, 1847년 4월 8일 - 1913년 1월 20일)은 오스트리아-헝가리 제국의 철강 산업을 독점하여 막대한 부를 쌓은 기업가이다. 1890년대에 카를 비트겐슈타인은 세계에서 가장 부유한 사람이었다. 철학자 루트비히 비트겐슈타인의 아버지로도 잘 알려져 있다.

## 생애
라이프치히 근처의 골리스(Gohlis) 지방에서 태어났으며 3년 후 오스트리아 빈 근처의 푀젠도르프(Vösendorf)로 이사한다. 아버지와의 불화로 1865년 17살 되던 해, 가출해 미국으로 건너가 웨이터, 밴드단원, 바텐더, 야간경비원, 강사 등 여러 직업을 전전하며 궁핍한 생활을 보내다 1866년 집으로 돌아왔다. 이후 테플리츠의 압연공장에 취직했으나 회사 경영분쟁에 휘말려 이사회 의장에게 항의하다가 해고된다. 그러나 이사회 의장이 1년 반 후 사임하자 임원으로 복귀하여 본격적인 사업수단을 발휘한다. 그는 터키와 전쟁중인 러시아의 철도 사업에 레일 공급하는 계약을 맺고 막대한 이익을 챙겼으며, 이를 바탕으로 광산, 철강, 석탄 기업을 인수하는 등 공격적인 경영으로 사세를 확장시켜 유럽 최고 부호의 반열에 올랐다. 아들들이 기업의 후계자가 되길 원해서 이공계열 학교를 다닐 것을 강요하였으며, 이로 인해 예술적 재능과 열정을 지녔던 아들들과 불화를 겪었다.
1913년 설암(舌癌)이 전이되어 빈에서 사망하였다.

## 가족
카를 비트겐슈타인은 레오폴디네 칼무스와 결혼하여 슬하에 여러 자녀를 두었다.
- 헤르미네 비트겐슈타인 (1874년 12월 1일 - 1950년 2월 11일)
- 도라 비트겐슈타인 (1876년 - 태어난 해에 사망)
- 요하네스 한스 비트겐슈타인 (1877년 - 1902년 : 음악가, 권총자살)
- 콘라드 쿠르트 비트겐슈타인 (1878년 5월 1일 - 1918년 11월, 자살)
- 헬렌 렌카 비트겐슈타인 (1879년 8월 23일 - 1956년 4월)
- 루돌프 비트겐슈타인 (1881년 6월 27일 - 1904년 5월 2일, 자살)
- 마가렛 스톤보르흐 비트겐슈타인 (1882년 9월 19일 - 1958년 9월 27일)
- 파울 비트겐슈타인 (1887년 11월 5일 - 1961년 3월 3일, 피아니스트)
- 루트비히 비트겐슈타인(1889년 4월 26일 – 1951년 4월 29일, 철학자)